# Alternatív költség
Egy tevékenység alternatív költsége, más néven opportunity cost, vagy lehetőségköltség egy másik lehetőség feláldozott alternatív haszna, jövedelme. Számításakor mindig a lehető legjobb kieső alternatívát kell figyelembe venni.
Fontos megjegyezni, hogy a mikroökonómia az alternatív költséget is a vállalati költségek közé sorolja ellentétben a számvitellel (és általában a vállalat-gazdaságtannal).